# Saint-Eustache (Quebec)
Saint-Eustache es una ciudad de la provincia de Quebec, Canadá. Es una de las ciudades que conforman la Comunidad metropolitana de Montreal y se encuentra en el municipio regional de condado de Deux-Montagnes y a su vez, en la región administrativa de Laurentides. Hace parte de las circunscripciones electorales de 	Deux-Montagnes	a nivel provincial y de Rivière-des-Mille-Îles a nivel federal.

## Geografía
Saint-Eustache se encuentra ubicada en las coordenadas 45°34′00″N 73°53′00″O / 45.56667, -73.88333. Según Statistics Canada, tiene una superficie total de 69,61 km² y es una de las 1135 municipalidades en las que está dividido administrativamente el territorio de la provincia de Quebec.

## Demografía
Según el censo de 2011, había 44 154 personas residiendo en esta ciudad con una densidad poblacional de 634,3 hab./km². Los datos del censo mostraron que de las 42 077 personas censadas en 2006, en 2011 hubo un aumento poblacional de 2077 habitantes (4,9%). El número total de inmuebles particulares resultó de 18 361 con una densidad de 263,77 inmuebles por km². El número total de viviendas particulares que se encontraban ocupadas por residentes habituales fue de 18 007.